# FS E.472
Die Baureihe E.472 war eine Elektrolokomotiv-Baureihe der staatlichen italienischen Eisenbahn Ferrovie dello Stato. Sie wurde auf der italienischen Drehstromversuchsstrecke Rom–Sulmona besonders im Personenzugdienst eingesetzt. Nach dem Ende des Versuchsbetriebes nach 1945 wurden die Lokomotiven verschrottet, und keine Lokomotive der Serie ist erhalten geblieben.

## Vorgeschichte
Die Betriebserfahrungen mit dem oberitalienischem Drehstromnetz 3,6 kV/16,7 Hz erbrachten im Betrieb bei den FS die Erkenntnis, dass die gewählte Frequenz zum einen nachteilig für den Betrieb war, zum anderen war bei steigendem Energiebedarf die gewählte Spannung als zu niedrig angesetzt worden. Außerdem erwies sich der direkte Antrieb der Fahrmotoren auf die Achsen als negativ für die Überlastung der Fahrmotoren.
Daher entschloss man sich zum probeweisen Bau einer Versuchsstrecke, die mit dem Stromsystem 10 kV/45 Hz Drehstrom elektrifiziert wurde. Dabei hatte man den Vorteil, dass Kraftwerke mit der Industriefrequenz mit verwendet werden konnten. Es sollte eine Teststrecke mit großen Steigungen und geringen Kurvenradien sein. Daher entschloss man sich zur Elektrifizierung der Strecke Rom – Sulmona mit 10 kV und Industriefrequenz.
Das verlangte andere Lokomotiven wie bei den Drehstromlokomotiven bisher üblich gewesen. Wie bei den Elektrolokomotiven mit Einphasen-Wechselstrom besaßen die Lokomotiven für den Testbetrieb einen Trafo. Außerdem arbeiteten die Fahrmotoren über ein Zahnradgetriebe auf zwei Blindwellen, die mit dem gewohnten Stangenantrieb die Antriebsräder antrieben. Für den Versuchsbetrieb waren jeweils vier Lokomotiven für eine Schnellzuglokomotive (FS E.470), eine Güterzuglokomotive (FS E.570) und 17 Exemplare für die hier beschriebene Personenzuglokomotive FS E.472 vorgesehen. Außerdem entstand noch eine Lokomotive mit einem Umformer (FS E.471), die später zu der Lokomotive FAV E 440 der Ferrovia Alta Valtellina umgebaut wurde.

## Geschichte der Lokomotiven
Die Lokomotive der Reihe E.472 besitzt große Ähnlichkeit mit der FS E.432, die beim selben Hersteller Breda fünf Jahre später gebaut wurde. Äußerlich kann man beide Lokomotiven kaum unterscheiden. Die E.472 besitzt ebenso wie die FS E.432 Scherenstromabnehmer, nur wurden diese bei der Lokomotive weiter nach außen gerückt. Außerdem war sie von der FS E.432 durch das Vorhandensein des Ölkühlers für den Trafo (vor dem einen Vorbau angeordnet) sowie die Blindwellen an dem Antriebsdreieck zu unterscheiden. Auch sind die Vorbauten weniger wuchtig als bei der FS E.432 ausgeführt.
Die Lokomotiven wurden ebenso wie ihre Schwestermaschinen nach dem Bau auf einem Teilabschnitt der Bahnstrecke Modane–Turin getestet, der damals schon mit Industriefrequenz gespeist werden konnte. Nach 1928 konnte sie jedenfalls erst auf der ihr zugedachten Versuchsstrecke Rom – Sulmona eingesetzt werden. Es ist aus dem Internet nur zu entnehmen, dass die E.472.006 bereits 1943 nach Gefechtshandlungen ausgemustert werden musste.
Insgesamt brachte der Inselbetrieb mit 10 kV/45 Hz Drehstrom keine besonders positiven Ergebnisse; zwar verringerte sich die Zahl der Unterwerke deutlich, dafür traten aber viel mehr Schwierigkeiten bei dem Betrieb der doppelten Fahrleitung auf, so dass die Unterhaltskosten deutlich stiegen. Das war der Grund, warum die Strecke nach den schweren Kriegszerstörungen nach 1945 wieder mit 3 kV Gleichstrom aufgebaut wurde.
Wann die Lokomotiven verschrottet wurden, geht aus der Literatur nicht hervor. Bestimmt sind sie aber wie ihre Schwestermaschinen aus den Bestand gestrichen worden.
Zu den negativen Ergebnissen des Testbetriebes zählten noch die altertümliche Ausrüstung der Lokomotiven mit Stangenantrieb. Die Elektrolokomotiven mit Gleichstromantrieb besaßen eine günstigere Steuerung, weniger betriebliche Schwierigkeiten durch die einphasige Oberleitung und von Anfang an Einzelachsantrieb. Das war der Grund, weshalb der Versuchsbetrieb auf der Linie Rom–Sulmona letztendlich nicht erfolgreich blieb.

## Konstruktion

### Mechanischer Teil
Die Lokomotive der Reihe E.472 war mit dem Laufwerk 1’D1’ ausgestattet. Dabei waren die äußersten der vier angetriebenen Achsen  mit der Laufachse an der Spitze durch ein Zara-Gestell verbunden. Insgesamt kann man sagen, dass das Laufwerk und die mechanische Ausrüstung identisch mit der FS E.432 war. Die Antriebsmotoren wurden bei der E.472 höher gelegt und arbeiteten über ein Zahnradgetriebe auf eine Blindwelle. Das brachte eine elastischere Verbindung und weniger Anlaufschwierigkeiten der Motoren. Ab der Blindwelle wurde die Kraft über ein Dreieck und die Kuppelstangen auf die Achsen übertragen, anders als bei der FS E.432 bekannt. Das hat den Hintergrund, dass sich der Stangenantrieb nach dem System Bianchi, für den die FS E.432 eigentlich stand, erst 1927/28 erschien. Auf den zahlreich im Internet zu findenden Fotos ist die Lokomotive aber lediglich mit dem Dreieck ausgerüstet.
Die Lokomotiven waren mit Scherenstromabnehmer analog der FS E.432 ausgerüstet worden, die man aber auf ein abenteuerliches Rohrgerüst stellte und weiter nach außen rückte. Vermutlich benötigte man wegen der höheren Spannung auch einen erhöhten Schleifabstand. Auf den zahlreichen Fotos der Lokomotive ist diese nur mit Scherenstromabnehmer auf diesem Rohrgerüst zu sehen.

### Elektrischer Teil
Entgegen der Baureihe FS E.470 bekam auch die E.472 eine elektrische Ausrüstung mit drei Geschwindigkeitsstufen mit den Geschwindigkeiten 37,5 km/h, 50 km/h und 75 km/h. Dabei leisteten die Lokomotiven bei 37,5 km/h 1.350 kW, bei 50 km/h 1.850 kW und bei 75 km/h 1.950 kW. Innerhalb der drei Geschwindigkeitsstufen wurde der von der Fahrleitung entnommene und durch den Trafo heruntergesetzte Strom mit dem optimalen Leistungsfaktor den Fahrmotoren zum Antrieb übergeben. Die Geschwindigkeitsstufen wurden durch Reihenschaltung bzw. Parallelschaltung zwischen den beiden Motoren und durch unterschiedliche Polzahlen erreicht. So wurde bei 37,5 km/h in Reihenschaltung mit 8 Polen geschaltet, bei 50 km/h Parallelschaltung und 12 Pole und bei 75 km/h Parallelschaltung und 8 Pole. Zwischen den drei Fahrstufen diente der Flüssigkeitsanlasser, der als sogenannter Beschleuniger zwischen den Dauerfahrstufen diente. Dieses Aggregat arbeitete als Flüssigkeitswiderstand, der eine gleichmäßige Beschleunigung beim Anfahren und beim Wechseln auf eine höhere Geschwindigkeitsstufe ermöglichte. Die Wirkungsweise war analog der der Drehstromlokomotiven für 3,6 kV/16,7 Hz.
Der Haupttransformator war ölgekühlt. Er lieferte 1.840 V und 1.600 V Unterspannung für Reihenschaltung bzw. Parallelschaltung der Motoren. Zwei eigene Hilfstransformatoren mit je einem Ölschalter versorgten das Bordnetz. Der Ölschalter für den Haupttransformator hatte Schutzwiderstände, ein nach ihm eingebauter Umschalter ermöglichte die Umschaltung der Hochspannungswicklung von Stern auf Dreieck bei Betrieb mit auf 6 kV verminderter Fahrdrahtspannung. Haupt- und Hilfstransformator waren in einem Vorbau untergebracht. In dem anderen Vorbau befand sich die Kompressorengruppe, und davor der Ölkühler für den Trafo.